# Martonvásár
Martonvásár (németül: Martinsmarkt) város Fejér vármegyében, a Martonvásári járás székhelye. 3215 hektáros kiterjedésével a megye második legkisebb közigazgatási területű városa; a megye összes (mind a 12) nagyközsége is nagyobb területen fekszik nála.

## Fekvése
A vármegye északkeleti részén, a Mezőföld északi peremén helyezkedik el, a 7-es főút mellett, Budapesttől és Székesfehérvártól egyaránt 30-30 kilométerre, a Velencei-tótól 13 km-re kelet-északkeleti, Százhalombattától 9 km-re nyugati irányba. A településen keresztülfolyik a Szent László-patak.
Különálló településrésze Orbánhegy, egy mezőgazdasági jellegű külterületi lakotthely, mely Martonvásár központjától 1,6 kilométerre fekszik északnyugati irányban. A 2011. évi népszámlálás adatai szerint a lakónépessége 133 fő, a lakások száma 55, továbbá az egyéb lakott lakóegységek száma 6 volt.

## Közlekedés

### Közút
A város központját átszeli a 7-es főút, illetve a határában elhalad az M7-es autópálya is, így ezek tekinthetők Martonvásár legfontosabb közúti elérési útvonalainak. Délkelet felől, Ercsitől a 6204-es út húzódik idáig, Tordasra és Gyúróra pedig a 81 108-as számú mellékút indul innen.
A település a Székesfehérvár és Balaton irányába induló kisebb távolsági autóbuszforgalom része. Sűrű az autóbusz-közlekedés Martonvásár valamint Gyúró és Ercsi között.

### Vasút
A város a Budapest–Székesfehérvár vasútvonal mentén fekszik. Martonvásárra Budapestről sűrűn közlekednek elővárosi vonatok, de Székesfehérvárral – kisebb számban Siófokkal és Nagykanizsával – is rendszeres összeköttetésben áll.

## Története

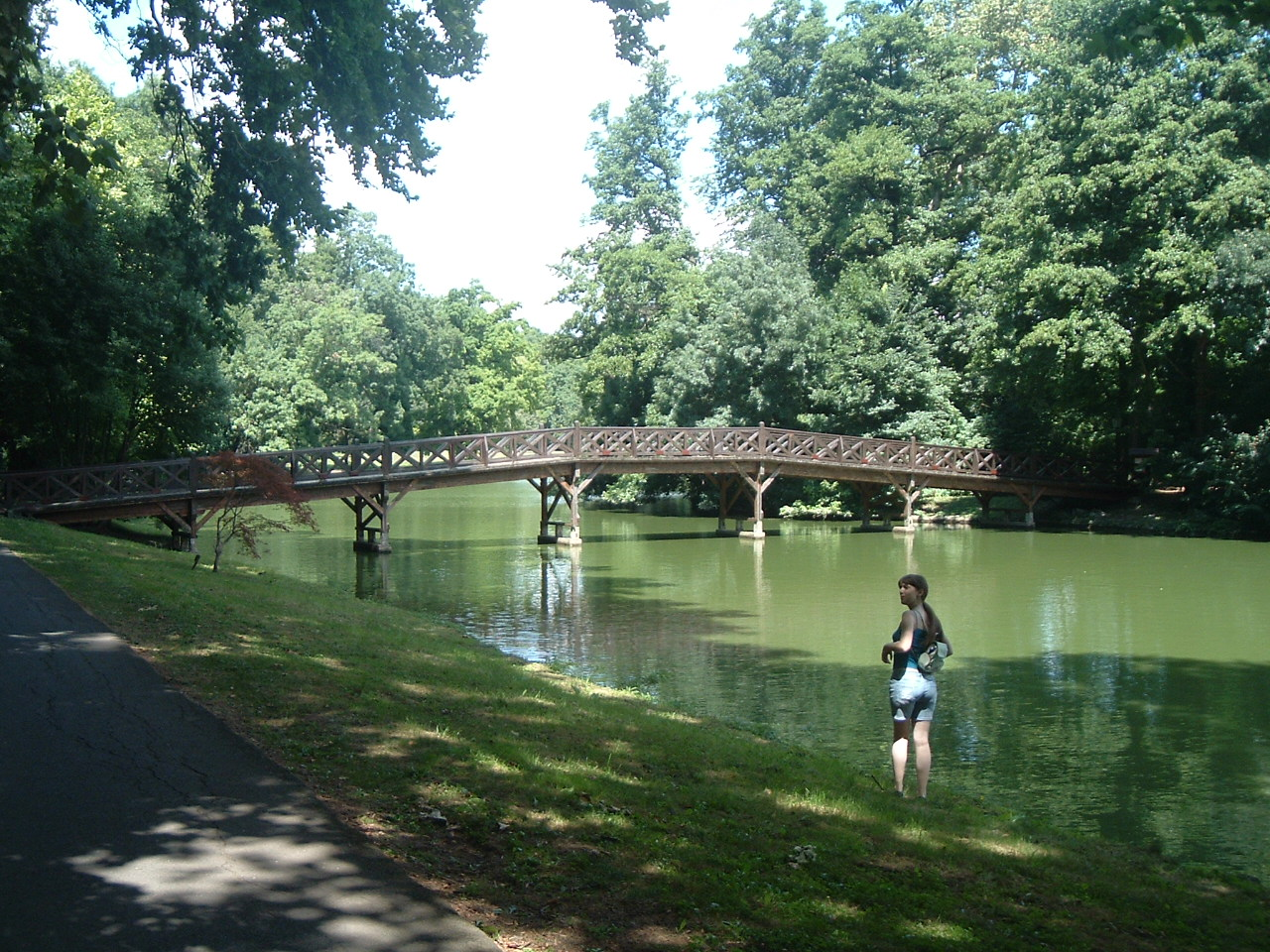
A kastélypark

Martonvásár valószínűleg már időszámításunk előtt lakott település volt a Szentlászló-patak mellett két oldalon, kelta népek vagy szarmaták lakhatták, a római császárok hódításai után a honfoglaló magyarok vették szálláshelyül, erről tanúskodnak a tárgyi emlékek, s régészeti bejárások is. A 11. században sűrűn lakott hely lehetett. 1268-ban elsőként már mint vásáros helyet említik, amely a kereskedelem élénkülésével csak tovább bővült, mivel a Buda – Fehérvár kereskedelmi út mentén feküdt. Ekkor valószínűleg Fehérvár után Martonvásár Fejér vármegye legnagyobb városa. A törökök 1526-ban, 1528-ban, 1541-ben, 1543-ban, 1545-ben és 1551-ben vezettek hadjáratot a településen keresztül, így világosan kitűnik, hogy a 16. század közepére már teljesen elnéptelenedett.
Az 1770-es években a Brunszvik család kezére került a terület. Ők nagyszabású építkezésbe kezdtek, 1773 és 1776 között római katolikus templomot, valamint egy barokk kastélyt építettek (ezt 1870-ben neogót stílusban alakították át), nagyszámú telepest vonzottak a korábban kihalt faluba. A város nagy büszkesége, hogy 1800-ban itt vendégeskedett Ludwig van Beethoven.

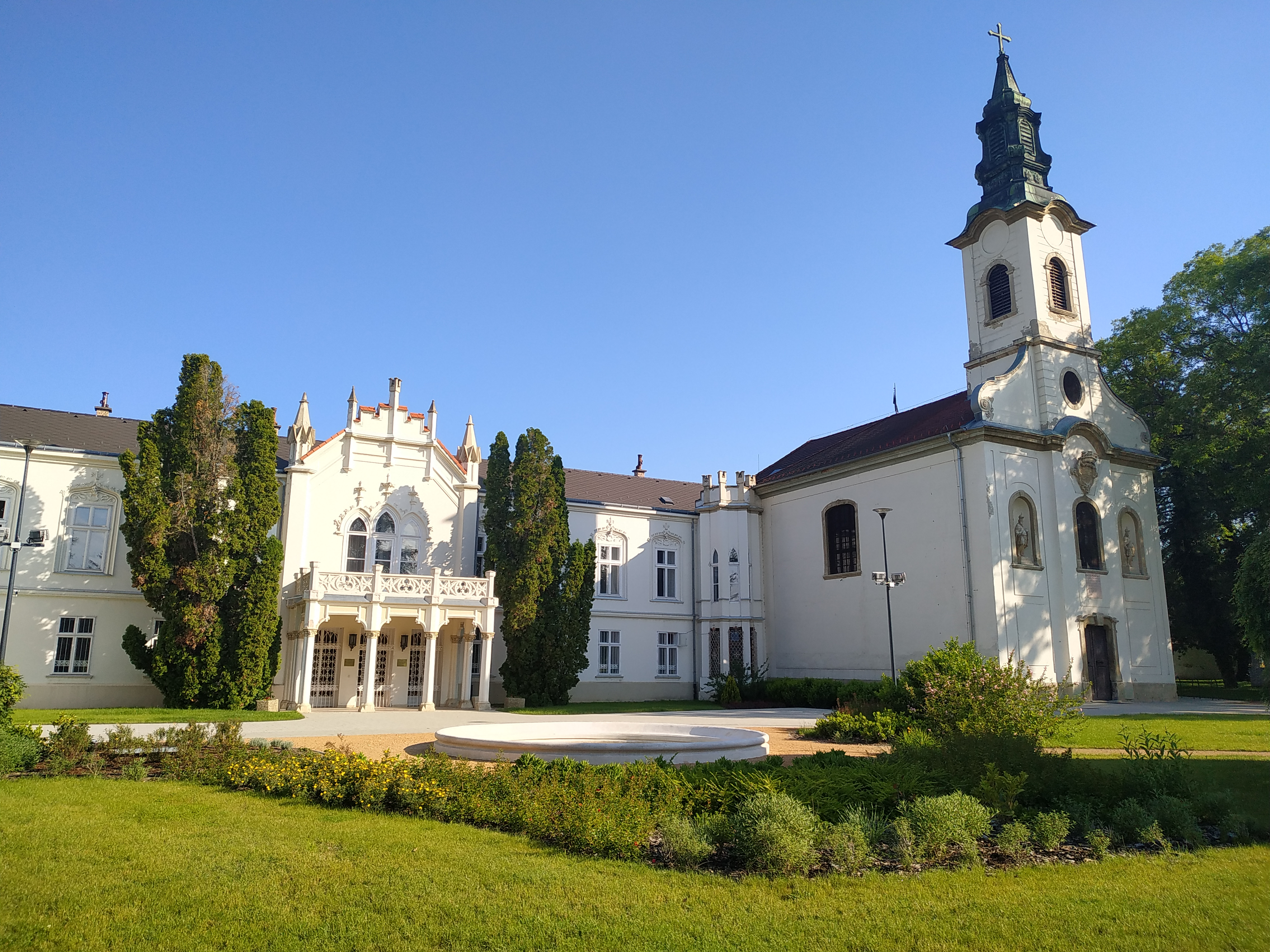
A martonvásári Brunszvik-kastély és a Szent Anna plébániatemplom

Korán, már 1861-ben kapcsolódott a település a vasúti hálózatba, a Déli Vasúttársaság Buda–Nagykanizsa vonalára, amely sokáig a második legjelentősebb vasútvonal volt Magyarországon. A Martonvásáron épült vasútállomás szolgált a lassú szerelvények szénnel és vízzel való feltöltésére is. A lehetőségek ellenére azonban Martonvásár továbbra is csak a mezőgazdaság területén emelkedett ki, terményeinek a vasút jó piacot biztosított a közeli fővárosban.
1910-ben a település 2 578 lakosából 2 501 fő magyar, 63 német és 14 szlovák.[forrás?]
A második világháború súlyos pusztításokat végzett a településen, ahol a Brunszvik család korábbi birtokainak szétosztásával nagy lehetőség nyílt a mezőgazdaság további növelésére. 1951-ben mezőgazdasági kutatóintézet alakult a faluban, amely 1953-tól kezdve a Magyar Tudományos Akadémia Kezelésében áll, kezdettől fogva a legfejlettebb hasonló intézmény Magyarországon. Szintén ebben az időszakban alakult ki Martonvásár turizmusa. Amelynek nagy növekedése 1991 után az első „Martonvásári Napok” megrendezésével kezdődött.
1985 és 1994 között a település külterületén fekvő Martonvásári Büntetés-végrehajtási Intézetben tartották fogva a szigorított javító-nevelő munkára ítélt személyeket.
A település 2005-ben kapott városi rangot.
A települést a kormány 2013-tól a Martonvásári járás székhelyének jelölte ki.

## Közélete

### Polgármesterei
| Polgármester | Polgármester      | Polgármester                                |  |
| ------------ | ----------------- | ------------------------------------------- |  |
| 1990–1994    | Horváth Ottó      | független                                   |  |
| 1994–1998    | Horváth Ottó      | független                                   |  |
| 1998–2002    | Dr. Palánky Klára | független                                   |  |
| 2002–2006    | Orbán András      | független                                   |  |
| 2006–2010    | Kiss Gábor László | MSZP                                        |  |
| 2010–2014    | Dr. Szabó Tibor   | Fidesz-KDNP-Martonvásári Más Kép Egyesület  |  |
| 2014–2019    | Dr. Szabó Tibor   | Fidesz-KDNP-Martonvásári Más Kép Egyesület  |  |
| 2019–2024    | Dr. Szabó Tibor   | Fidesz-KDNP-Martonvásári Polgári Összefogás |  |
| 2024–        | Horváth Bálint    | Fidesz-KDNP-Martonvásári Polgári Összefogás |  |

## Népesség
A település népességének változása:
| Lakosok száma | 5603 | 5616 | 5672 | 5843 | 6106 | 5936 | 5984 |
|               | 2013 | 2014 | 2018 | 2021 | 2022 | 2023 | 2024 |

A 2011-es népszámlálás során a lakosok 80,8%-a magyarnak, 0,4% cigánynak, 0,8% németnek, 0,6% románnak mondta magát (19,1% nem nyilatkozott; a kettős identitások miatt a végösszeg nagyobb lehet 100%-nál). A vallási megoszlás a következő volt: római katolikus 29,9%, református 8,8%, evangélikus 1,7%, görögkatolikus 0,5%, felekezeten kívüli 19,6% (38% nem nyilatkozott).
2022-ben a lakosság 89,2%-a vallotta magát magyarnak, 0,9% németnek, 0,6% cigánynak, 0,4% ukránnak, 0,3% románnak, 0,2% szerbnek, 0,1-0,1% bolgárnak és szlováknak, 3,8% egyéb, nem hazai nemzetiségűnek (10,1% nem nyilatkozott; a kettős identitások miatt a végösszeg nagyobb lehet 100%-nál). Vallásuk szerint 26,1% volt római katolikus, 8,8% református, 2% evangélikus, 0,8% görög katolikus, 0,2% ortodox, 1,6% egyéb keresztény, 1,1% egyéb katolikus, 19,5% felekezeten kívüli (39,6% nem válaszolt).

## Híres személyek
- Itt hunyt el 1973-ban Krammer Jenő irodalomtörténész, egyetemi tanár, pedagógiai író, szociálpszichológus.

## Nevezetességei
- Brunszvik-kastély, kastélykert (angol kert) (70 hektár)
- Óvodamúzeum
- Beethoven Múzeum
- Magyar Tudományos Akadémia Mezőgazdasági Kutatóintézete
- Római katolikus templom (1773, barokk)
  - benne: Cymbal-freskók és késő barokk szobrok

## Testvérvárosai
- Baienfurt, Németország
- Mezőkölpény, Románia
- Saint-Avertin, Franciaország[19]
- Alsólipnica,  Lengyelország(Alsólipnica)

1. 1 2  Martonvásár települési választás eredményei (magyar nyelven) (html). Nemzeti Választási Iroda, 2024. június 9. (Hozzáférés: 2024. augusztus 29.)
2. ↑  Magyarország helységnévtára. Központi Statisztikai Hivatal, 2024. szeptember 23. (Hozzáférés: 2024. szeptember 23.)
3. ↑  Martonvásár, Hungary (angol nyelven) (html). Falling Rain Genomics, Inc. (Hozzáférés: 2012. július 5.)
4. 1 2 3  Fejér megyei kistérségek összehangolt stratégiai programja (pdf) pp. 29–34. Sárvíz Térségfejlesztő Egyesület, 2001. [2013. május 15-i dátummal az eredetiből archiválva]. (Hozzáférés: 2012. július 11.)
5. 1 2 3  Magyarország kistájainak katasztere. Szerkesztette Dövényi Zoltán. Második, átdolgozott és bővített kiadás. Budapest: MTA Földrajztudományi Kutatóintézet. 2010.  ISBN 978-963-9545-29-8
6. ↑  Magyarország helységnévtára. Központi Statisztikai Hivatal. (Hozzáférés: 2018. július 29.)
7. ↑  Martonvásár települési választás eredményei (magyar nyelven) (txt). Nemzeti Választási Iroda, 1990 (Hozzáférés: 2020. február 21.)
8. ↑  Kizmus Lajos. „Forum Martini: Egy martonvásári polgár emlékei 2.”.
9. ↑  Martonvásár települési választás eredményei (magyar nyelven) (html). Országos Választási Iroda, 1994. december 11. (Hozzáférés: 2020. január 9.)
10. ↑  Martonvásár települési választás eredményei (magyar nyelven) (html). Országos Választási Iroda, 1998. október 18. (Hozzáférés: 2020. április 22.)
11. ↑  Martonvásár települési választás eredményei (magyar nyelven) (html). Országos Választási Iroda, 2002. október 20. (Hozzáférés: 2020. április 22.)
12. ↑  Lemondás, delegálás, főszerkesztőváltás (magyar nyelven). Feol.hu, 2006. október 14. [2020. január 16-i dátummal az eredetiből archiválva]. (Hozzáférés: 2020. január 16.)
13. ↑  Martonvásár települési választás eredményei (magyar nyelven) (html). Országos Választási Iroda, 2010. október 3. (Hozzáférés: 2012. július 2.)
14. ↑  Martonvásár települési választás eredményei (magyar nyelven) (html). Nemzeti Választási Iroda, 2014. október 12. (Hozzáférés: 2016. február 12.)
15. ↑  Martonvásár települési választás eredményei (magyar nyelven) (html). Nemzeti Választási Iroda, 2019. október 13. (Hozzáférés: 2024. május 29.)
16. ↑  Martonvásár Helységnévtár
17. ↑  Martonvásár Helységnévtár
18. ↑  Testvérvárosok. Martonvásár (Hozzáférés: 2021. december 29.) arch

20. https://martonvasar.hu/document/3480

## Képgaléria

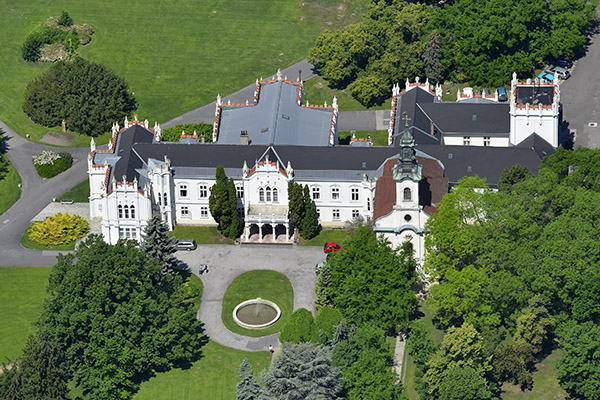
A Brunszvik-kastély felülnézetből
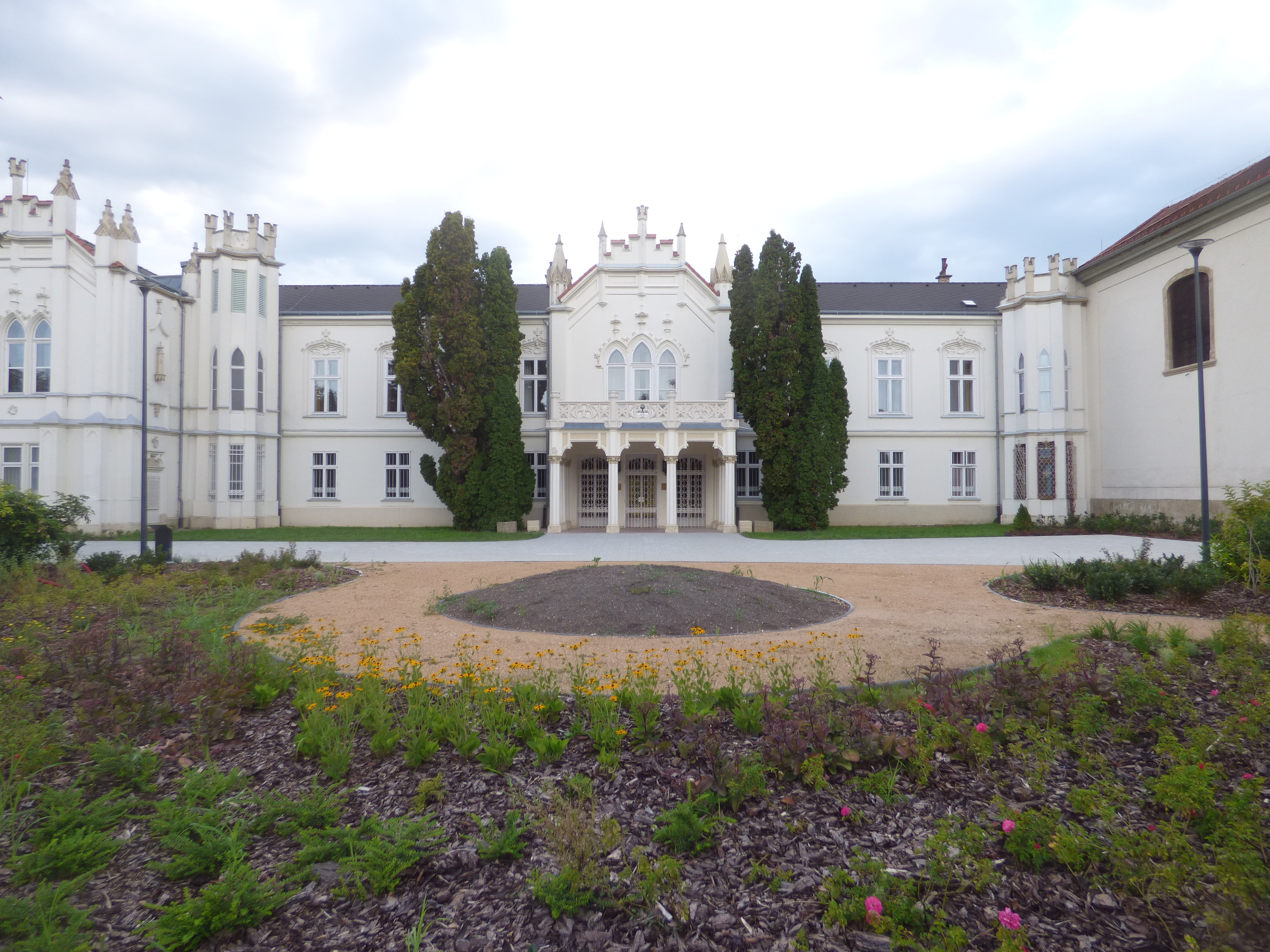
A Brunszvik-kastély főhomlokzata
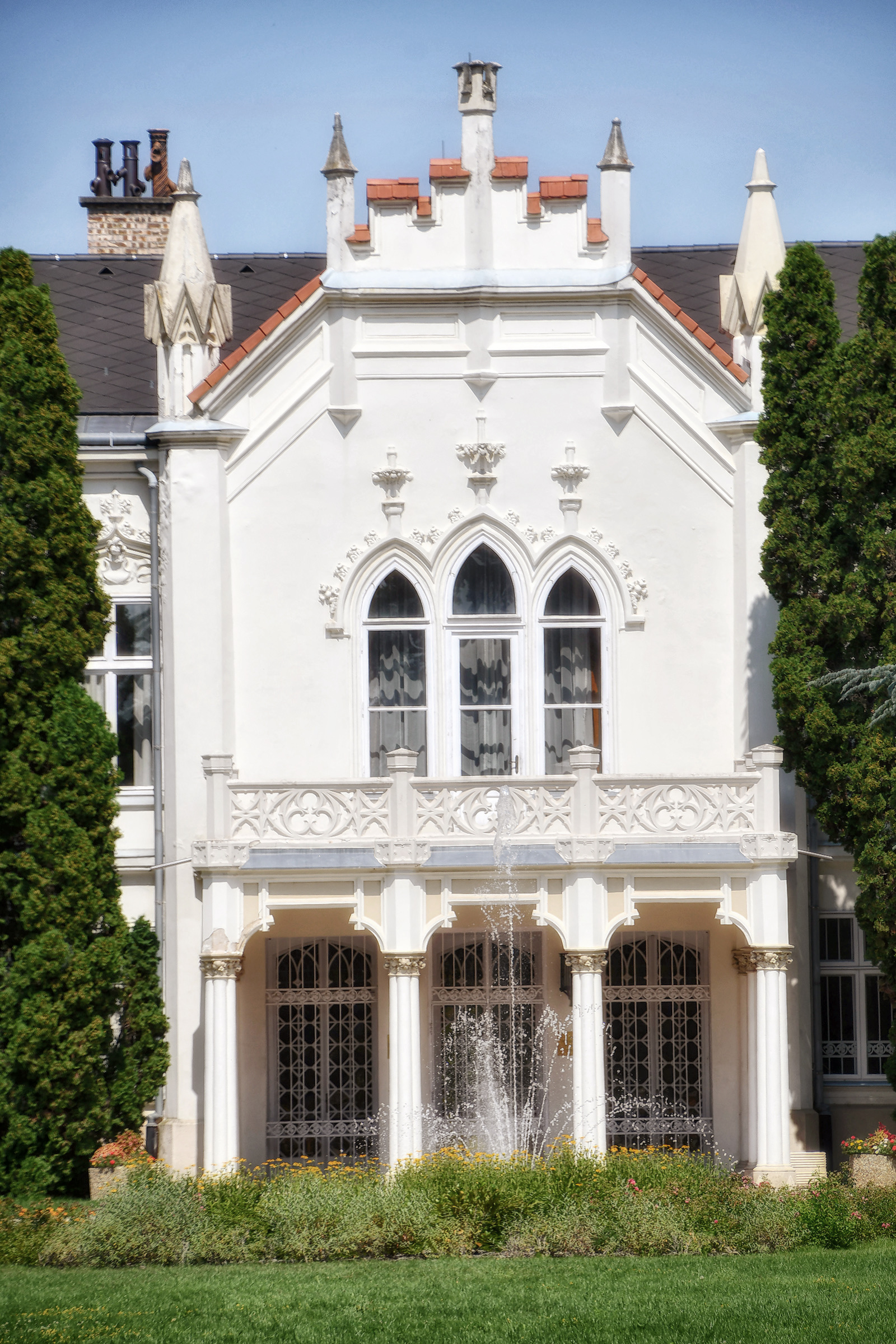
A kastély középrizalitja a bejárattal
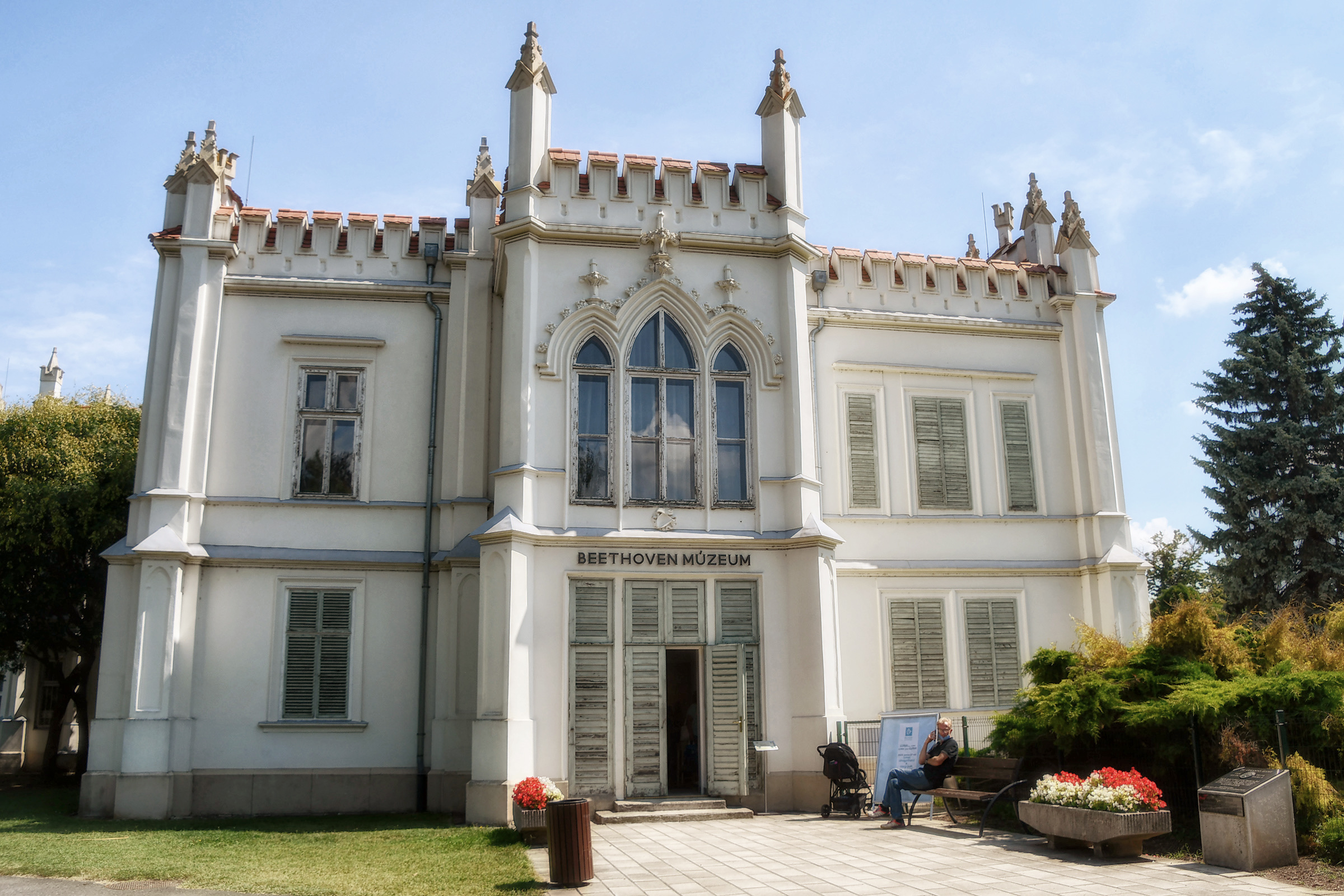
A Beethoven Múzeum a kastély délnyugati szárnyában
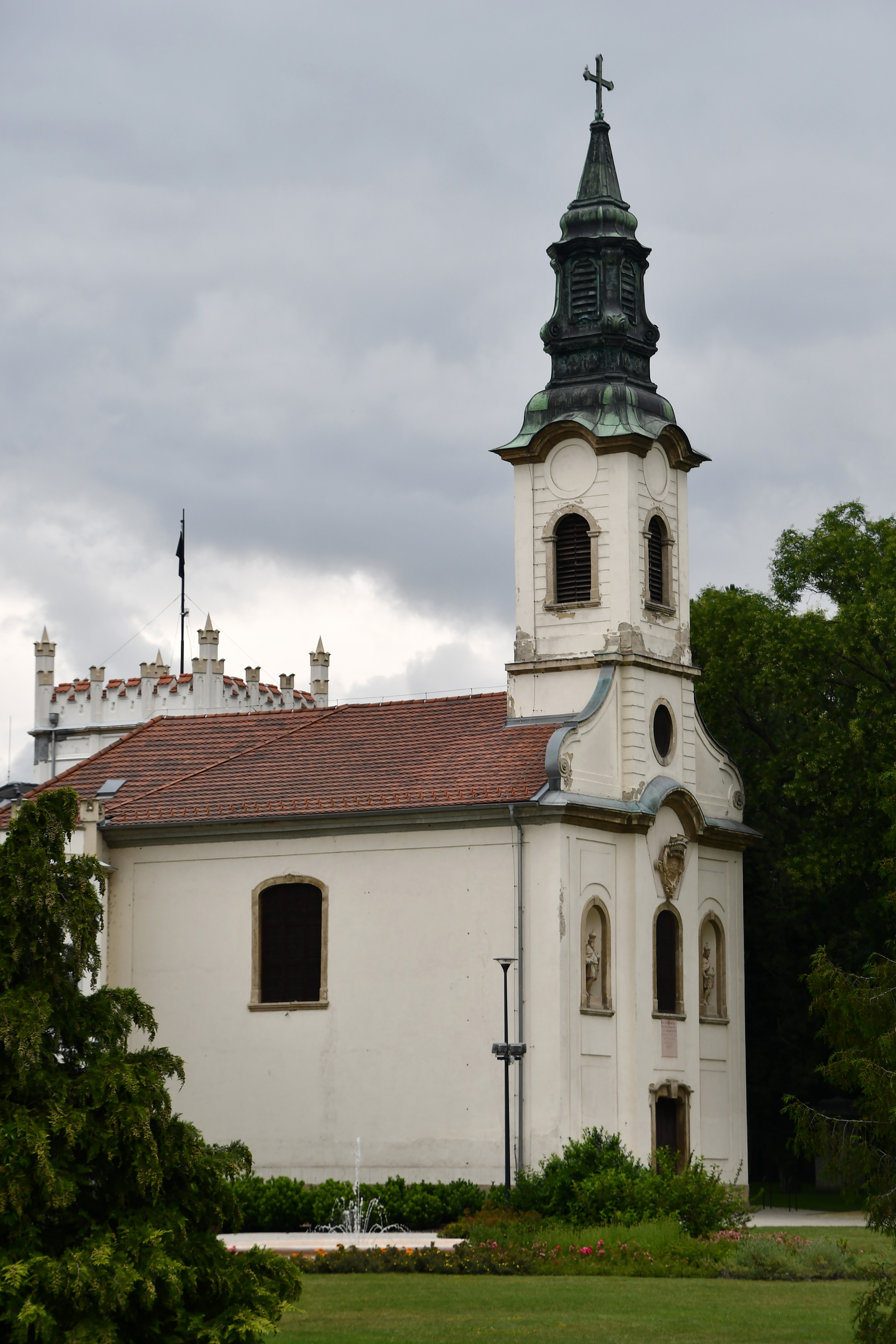
A Szent Anna-templom
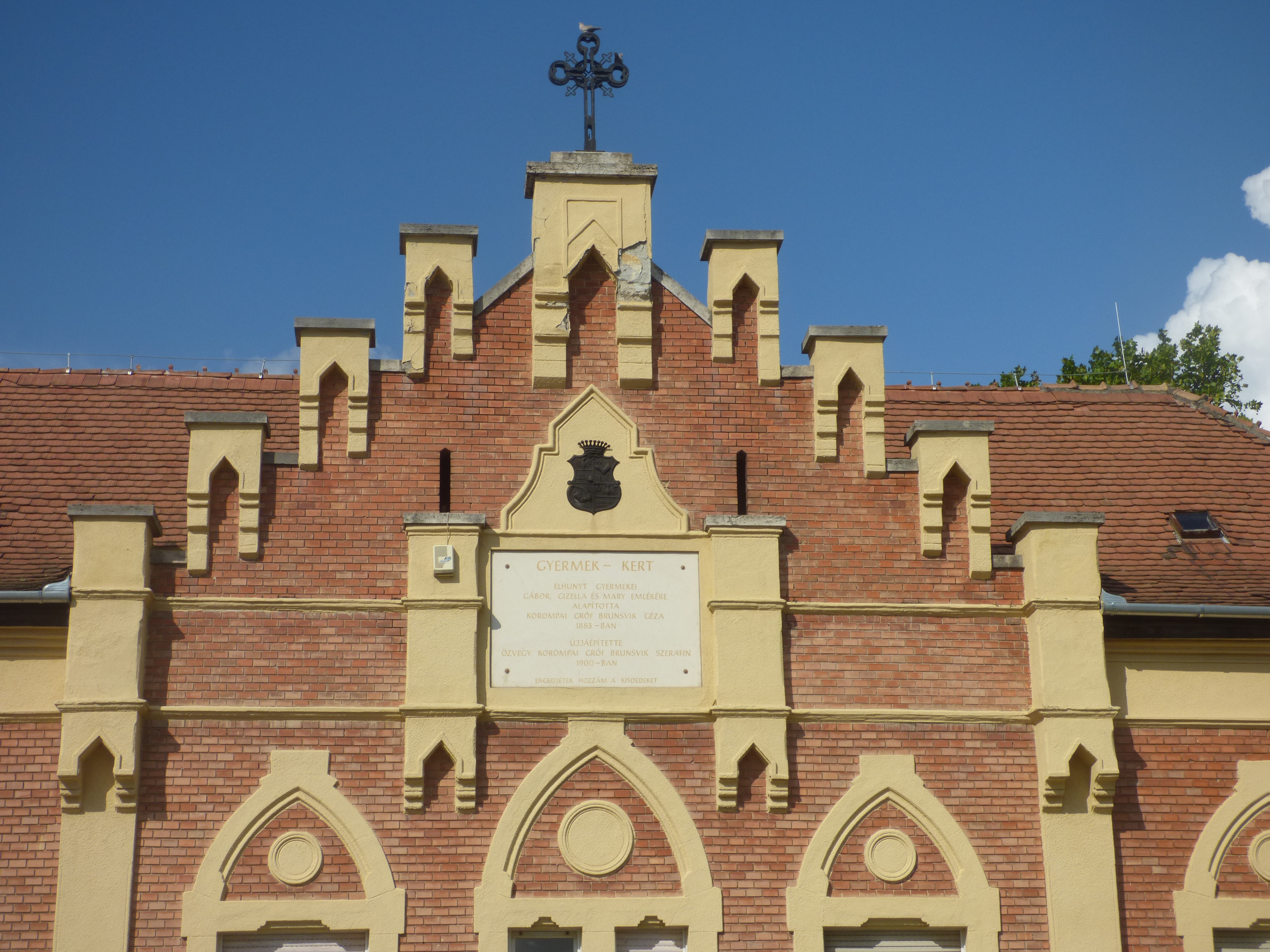
Az egykori Gyermek-kert homlokzatának részlete
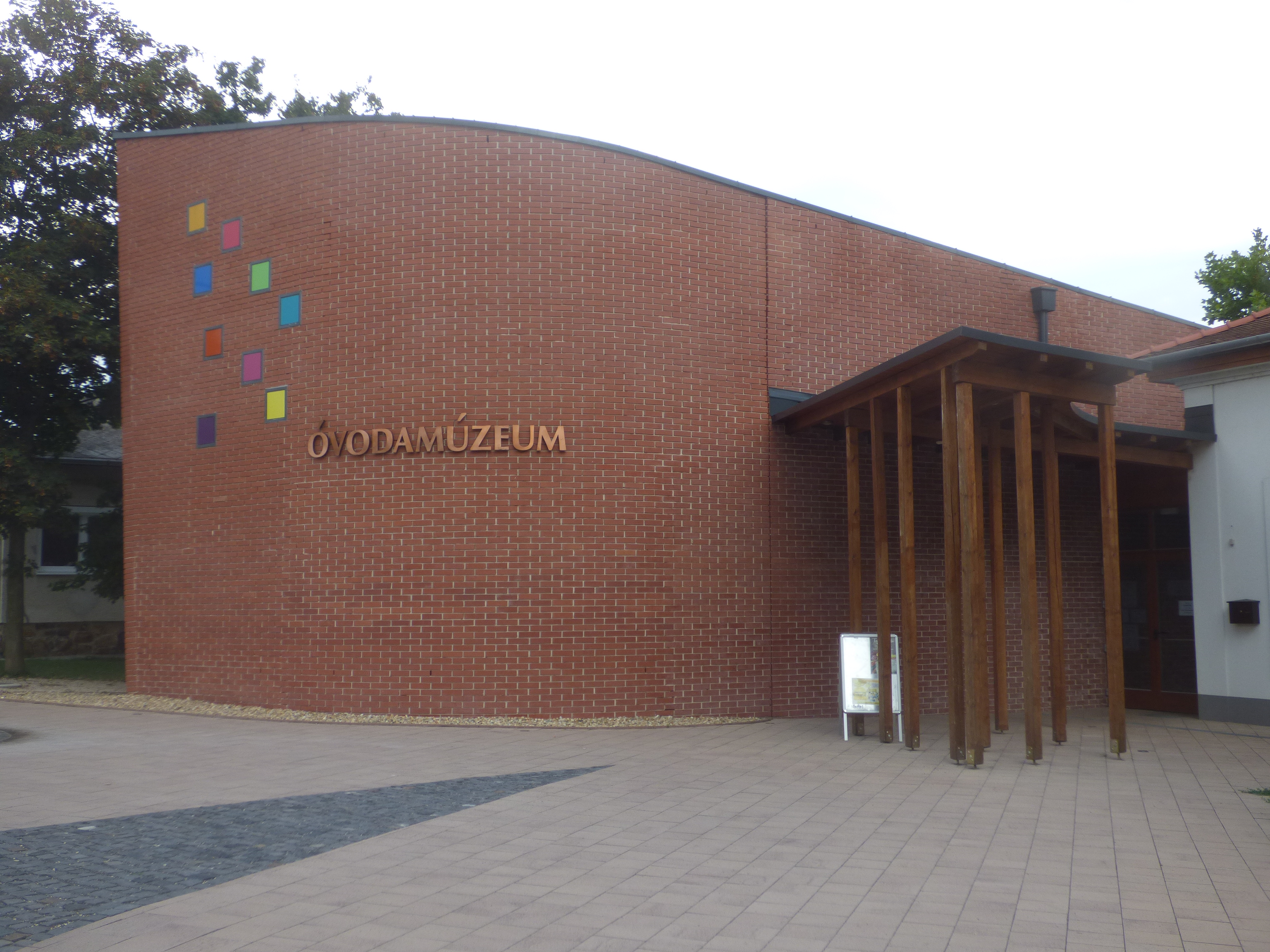
Az Óvodamúzeum bejárata
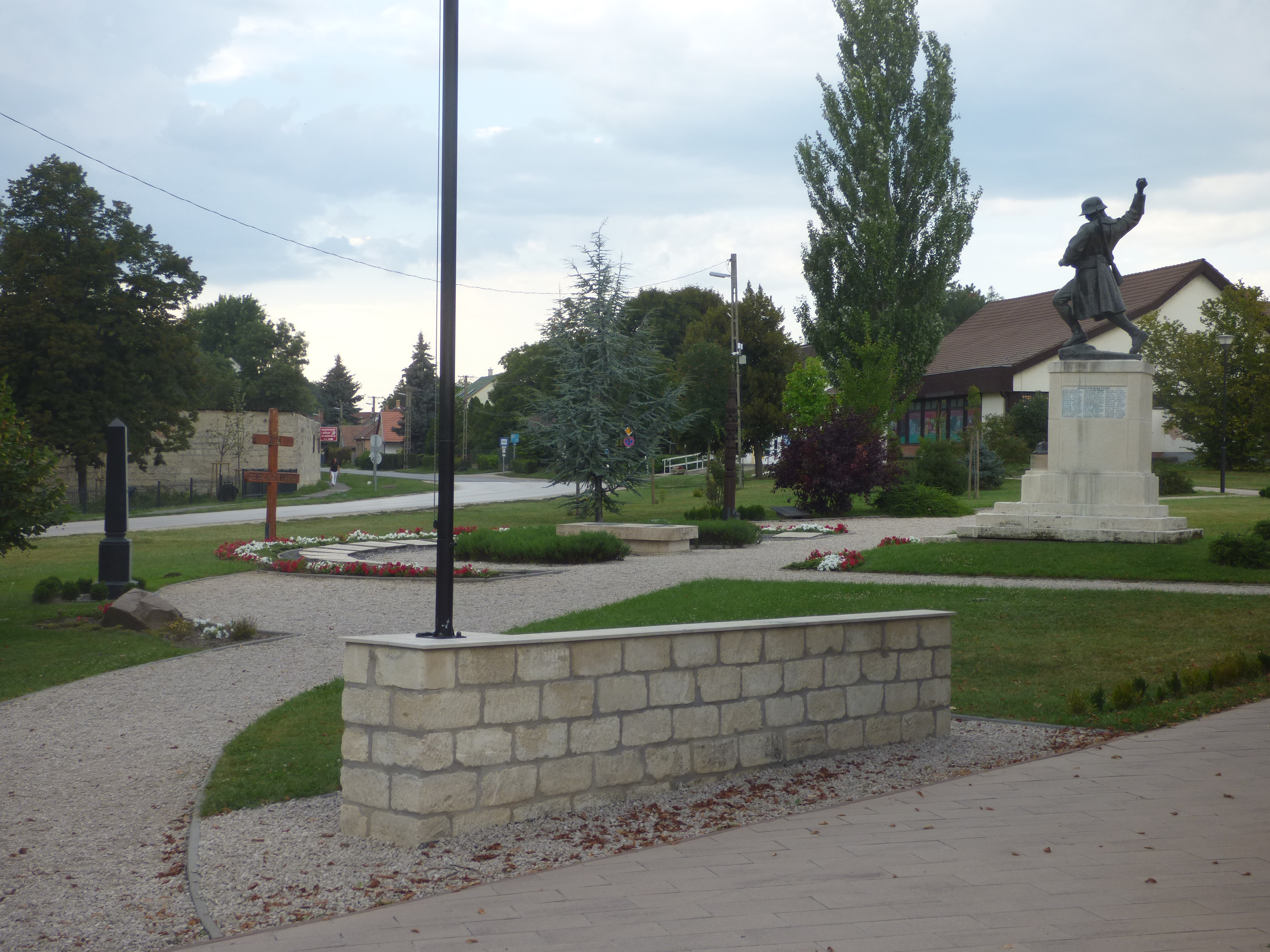
Főtere a hősi emlékművel
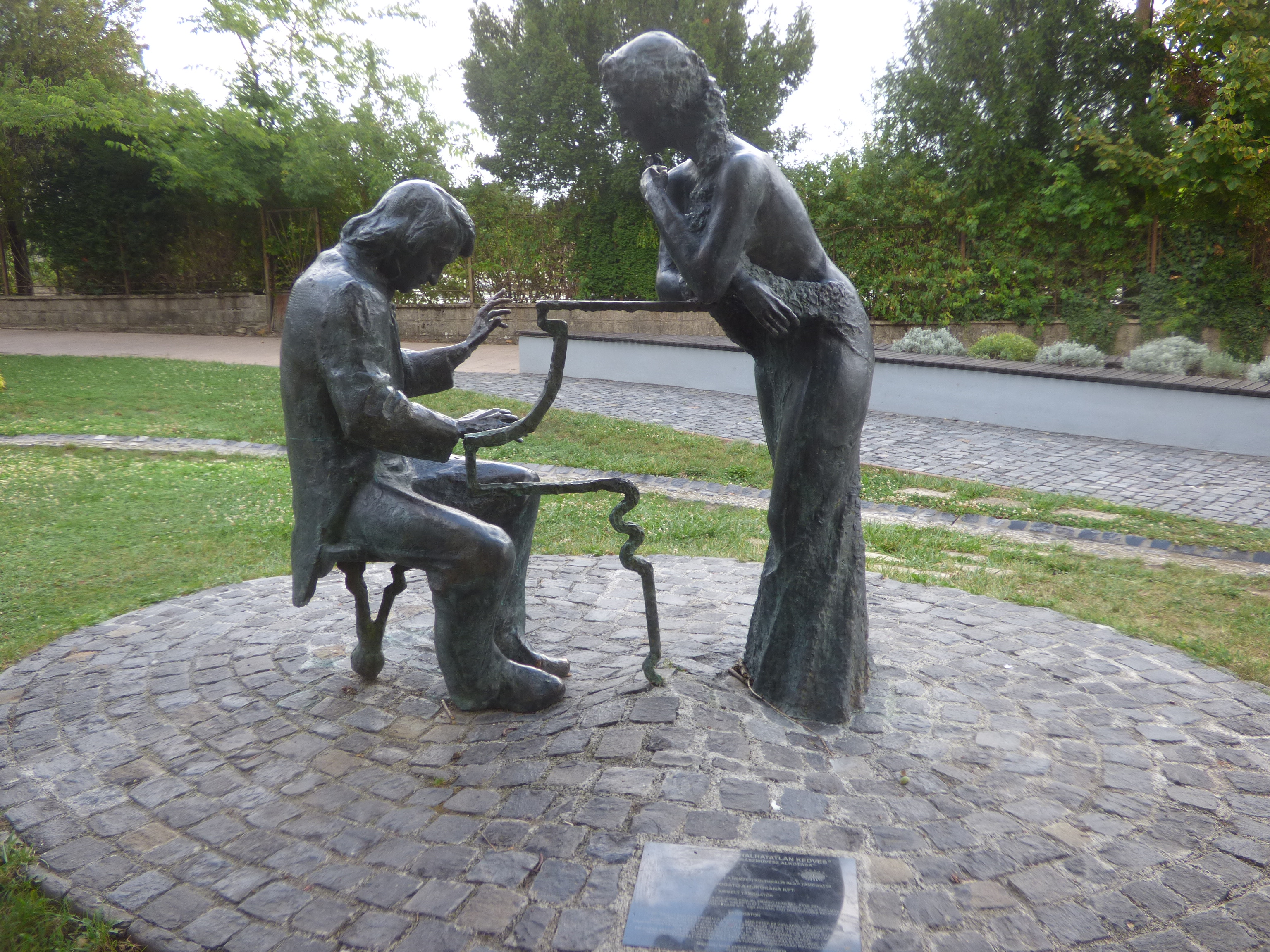
Nagy János Beethoven és a halhatatlan kedves című szoborkompozíciója a város főterén

## Rendezvények
A kastélyparkban évente, július-augusztusban koncerteken Beethoven-műveket mutatnak be.